# Inami Sena
Sena Inami (sinh ngày 25 tháng 6 năm 1992) là một cầu thủ bóng đá người Nhật Bản.

## Sự nghiệp câu lạc bộ
Sena Inami đã từng chơi cho Sanfrecce Hiroshima, V-Varen Nagasaki và Júbilo Iwata.